# Skała (Rogów Opolski)
Skała – przysiółek wsi Rogów Opolski w Polsce, położony w województwie opolskim, w powiecie krapkowickim, w gminie Krapkowice.
W latach 1975–1998 przysiółek administracyjnie należał do ówczesnego województwa opolskiego.